# Let's go!スマイルプリキュア!/イェイ!イェイ!イェイ!
「Let's go!スマイルプリキュア!/イェイ!イェイ!イェイ!」（レッツゴー!スマイルプリキュア!/イェイ!イェイ!イェイ!）は、池田彩/吉田仁美のシングル。2012年3月7日にマーベラスAQLから発売された。

## 概要
テレビアニメ『スマイルプリキュア!』の主題歌を収録したスプリット・シングル。オープニングテーマの「Let's go!スマイルプリキュア!」は池田彩が、エンディングテーマの「イェイ!イェイ!イェイ!」は吉田仁美がそれぞれ歌唱を担当している。CDジャケットには、5人のプリキュアとキャンディがプリントされている。
前作同様DVD付属盤と通常盤の2種類が発売されており、DVD付属盤にはオープニングとエンディングのノンテロップムービーが収録されている。エンディング「イェイ!イェイ!イェイ!」の振り付けは前作同様前田健が担当して、5タイプ共に収録されている。また、初回限定封入特典としてデータカードダスプリキュアオールスターズ「シトラスストライプのバルーンドレスが用意された。

## 収録曲

### CD
1. Let's go!スマイルプリキュア! [3:38]
歌：池田彩
作詞：六ツ見純代、作曲：高取ヒデアキ、編曲：籠島裕昌
  - 朝日放送・テレビ朝日系列テレビアニメ『スマイルプリキュア!』オープニングテーマ
  - 太鼓の達人シリーズにも収録されている[1]。
  - 2023年11月18日より放送の、大塚製薬「カロリーメイト」の受験生応援CM第10弾『光も影も』篇にて、本曲をピアニストの角野隼斗がピアノアレンジし演奏したものがBGMとして用いられている[2]。
2. イェイ!イェイ!イェイ! [3:51]
歌：吉田仁美
作詞：実ノ里、作曲：高取ヒデアキ、編曲：斎藤悠弥
  - 朝日放送・テレビ朝日系列テレビアニメ『スマイルプリキュア!』エンディングテーマ
  - 吉田いわく、「笑顔になれるような可愛くて元気な楽曲」であるという[3]。
  - 2012年7月29日放送分の『爆笑 大日本アカン警察』（フジテレビ）では、提供テロップ時のBGMが本曲のサビの部分に差し替えられた[注釈 1]。
  - 2012年12月31日に放送された「キングラン Presents アニソンキング」の「アニソンキング投票所」において、神・エンディング賞に選ばれている[4]。
3. Let's go!スマイルプリキュア!（オリジナル・メロディー入り・カラオケ） [3:38]
4. イェイ!イェイ!イェイ!（オリジナル・メロディー入り・カラオケ） [3:48]

### DVD（CD+DVD盤のみ同梱）
1. オープニング「Let's go!スマイルプリキュア!」ノンテロップムービー映像
2. エンディング「イェイ!イェイ!イェイ!」ノンテロップムービー映像(キャラクター別5パターン収録)